# 有職故実
有職故実（ゆうそくこじつ）とは、古来の先例に基づいた、朝廷や公家、武家の行事や法令・制度・風俗・習慣・官職・儀式・装束などのこと。また、それらを研究すること。

## 概説
「有識」とは過去の先例に関する知識を指し、「故実」とは公私の行動の是非に関する説得力のある根拠・規範の類を指す。そうした知識に通じた者を有識者（ゆうそくしゃ）と呼んだ。後に転じて「有職」と呼ぶようになった。

## 江戸時代前

### 公家故実
平安時代の中期から先例を伝える知識の体系化が進み、藤原忠平の執政期に儀礼の基本形が確立した。忠平は本康親王・貞保親王を通じて受け継いだ父藤原基経の知識、兄藤原時平の説、勅命や外記日記を参照して合理的な儀礼体系を作り上げた。忠平の知識は口伝によって二人の子に受け継がれ、兄実頼の小野宮流、弟師輔の九条流という2大儀礼流派が生まれた。また忠平五男師尹の小一条流も発生し、のちに九条流から御堂流が成立した。院政期には源師頼を祖とする土御門流（村上源氏系）と源有仁を祖として縁戚の徳大寺実定・三条実房が完成させた花園流（閑院流系）もあったとされている。平安時代末期の関白松殿基房は、これら多数ある公家有職故実を集約し、のちに「松殿関白説」と呼ばれる学説にまとめられた。松殿関白説は長く公家社会で重要視され、二百年以上経った室町時代に後花園天皇の笏を新調するにあたり、二条持基が参考にした記録が残っている。
後に官司請負制が浸透すると、有職故実を家職とする家（徳大寺家（九条流）、大炊御門家（御堂流））も現れた。
有職故実に関する原点は官製の儀式書に由来を求めることが出来るが、後に貴族は自己の日記に有職故実を書き残し、子孫が代々の日記を集成して有職故実書を編纂するようになった。有職故実書の中でも、源高明の『西宮記』、藤原公任の『北山抄』、大江匡房の『江家次第』の三書は「後世の亀鑑」と仰がれ別格扱いであった。室町時代の一条兼良はこの三書を、『西宮記』は古礼、『北山抄』は一条天皇の時代以降の儀式、『江家次第』は後三条天皇の時代以後の儀式と記している。
鎌倉時代以降には専門的な研究が盛んとなり、儀式については順徳天皇の『禁秘抄』、後醍醐天皇の『建武年中行事』、一条兼良の『公事根源』、官職制度については北畠親房の『職原抄』、服飾については源雅亮の『雅亮装束抄』などの有職故実書が著された。また、著名な公家研究家としては南北朝時代の洞院公賢・二条良基、室町時代の甘露寺親長、安土桃山・江戸時代初期の平田職忠、また江戸時代の野宮定基・平松時方などが挙げられる。

### 武家故実
平安時代には、武人の故実（武官故実）は、紀氏と伴氏が伝えていたが、武士の台頭とともに衰えた。
鎌倉時代には、源頼朝が故実に通じた武士を重んじ、故実の復元を図っている。以降、京都から断片的に流入した武官故実と関東在来の武士の慣習が合わさって、武家故実が体系化されていった。武家故実の中でも弓馬や軍陣における実践的な故実と幕府や主君の前における儀礼や作法などの故実が存在したが、戦法の変化によって前者は形式的なものになったのに対して、後者は公家故実とも融合して、室町時代に小笠原流や伊勢流が生まれた。

## 江戸時代
江戸時代以後、古典研究の発展に伴って民間でも有職故実の研究をする者が現れ、世襲化されて学問としては停滞が見られた公家や武家の有職故実の伝統に囚われない独自の研究が見られた。河内国の壺井義知は民間の出ながら、官職・装束の研究においては当代随一とされて、公家さえもが教えを乞うたと言われている。公家達の側でも壺井に触発されるかのように、平松時方・野宮定基・滋野井公麗・裏松光世（固禅）らによってその学問的水準が高められるようになった。武家側でも田安宗武・松平定信・塙保己一などが研究家として知られている。
武家故実についても、江戸時代の武家故実の第一人者とされる伊勢貞丈（伊勢氏一族）が多数の著作を著わしたほか、『本朝軍器考』を著わした新井白石・榊原長俊（伊勢貞丈の弟子）・中山信名（塙保己一の弟子）などが研究家として知られている。

## 近代以後
近代に入ると、旧来の公家・武家制度の廃止によって実用的な意味での有識故実研究の歴史は幕を閉じた。また、官制などの研究は法制史の一部となった。それでも歴史学の一環、あるいは日本文学研究の一環として研究が行われ続け、佐藤誠実・和田英松などの優れた研究家を輩出した。